# Vitgumpad shama
Vitgumpad shama (Copsychus malabaricus) är en asiatisk fågel i familjen flugsnappare med vid utbredning från Indien till Indonesien.

## Utseende
Vitgumpad shama är en rätt stor (22 cm), trastliknande fågel med lång, avsmalnad vitkantad svart stjärt och vit övergump. Hanen har glansigt blåsvart ovansida och bröst och resten av undersidan rostorange. Honan är mattare i färgerna, med brungrå ovansida. Närbesläktade andamanshaman har hos hanen svart längre ner på bröstet, med vit buk och rostorange endast på undergumpen.

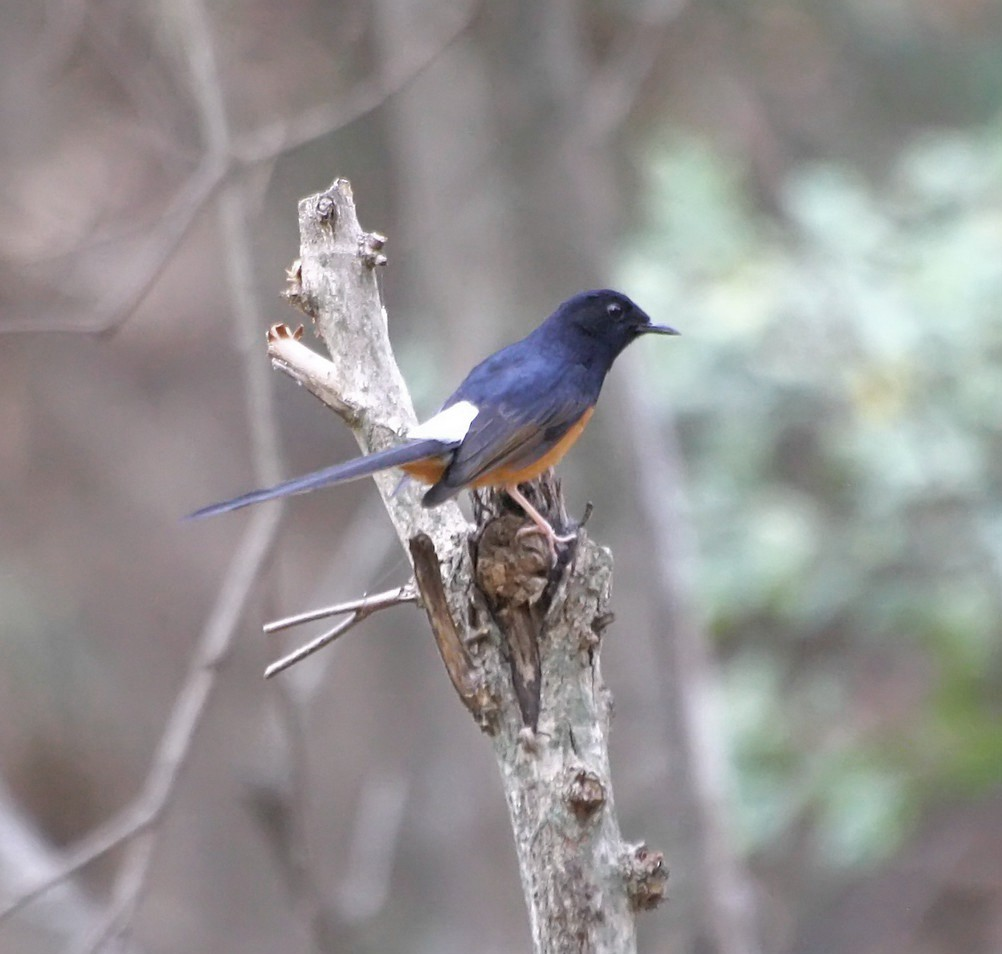

## Utbredning och systematik
Vitgumpad shama delas in i delas in i nio underarter med följande utbredning:
- C. m. malabaricus – södra Indiska halvön
- C. m. macrourus (inklusive interpositus, indicus och minor) – Nepal till nordöstra Indien, sydvästra Kina (med ön Hainan), Myanmar, Thailand, Indokina (inklusive ön Con Son i södra Vietnam) samt norra Malackahalvön; troligen denna underart är också införd till Taiwan och Hawaiiöarna
- C. m. tricolor – södra Malackahalvön, Sumatra, Riau- och Linggaarkipelagerna, Banka- och Belitungöarna, Anambasöarna, Natnasöarna och västra Java
- C. m. suavis – Borneo (utom norra delen)
- C. m. hypolizus – ön Simeulue utanför Sumatras västra kust
- C. m. opisthochrous – öarna Lasia and Babi utanför Sumatras västra kust; möjligen utdöd i det vilda
- C. m. melanurus – Nias och Mentawaiöarna utanför Sumatras västra kust
- C. m. mirabilis – Prinsen Island (Sundasundet); möjligen utdöd
- C. m. ngae – öar utanför västra Malackahalvön från Yam Yam till Langkawiarkipelagen; möjligen utdöd i det vilda

Tidigare inkluderades javashama, kangeanshama och ceylonshama i arten, längre tillbaka även vitkronad shama, maratuashama och andamanshama.

### Släktestillhörighet
Vitgumpad shama och dess släktingar placeras traditionellt i släktet Copsychus. Flera genetiska studier visar dock att indisk shama (Saxicoloides fulicatus, tidigare kallad indisk näktergal) och roststjärtad shama (Trichixos pyrropygus) är inbäddade i släktet. De flesta taxonomiska auktoriteter inkluderar därför även dem i Copsychus.

### Familjetillhörighet
Shamor med släktingar ansågs fram tills nyligen liksom bland andra stenskvättor, stentrastar och buskskvättor vara små trastar. DNA-studier visar dock att de är marklevande flugsnappare (Muscicapidae) och förs därför numera till den familjen.

## Status och hot
Arten har ett stort utbredningsområde och en stor population, men tros minska i antal, dock inte tillräckligt kraftigt för att den ska betraktas som hotad. Internationella naturvårdsunionen IUCN kategoriserar därför arten som livskraftig (LC).